# ポルト・マイヨ駅
ポルト・マイヨ駅（ポルト・マイヨえき、Porte Maillot）は、フランス・パリ16区にあるパリメトロ1号線の駅。RER C線のヌイイ＝ポルト・マイヨ駅に接続。パリ市の西端に位置する。シャルル・ド・ゴール国際空港、ボーヴェ空港へのバスも発着している。

## 駅構造
1号線の他の多くの駅同様、この駅もまたヴァンセンヌからパリを経てラ・デファンスに至る道路の下に東西方向に存在する駅である。
| 相対式ホーム                   |
| ラ・デファンス方面             |
| シャトー・ド・ヴァンセンヌ方面 |
| 相対式ホーム                   |

## 隣の駅
パリメトロ
■1号線
レ・サブロン駅 - ポルト・マイヨ駅 -アルジャンティーヌ駅

## 駅周辺
- パレ・デ・コングレ・ド・パリ
- ブローニュの森